# Campionati europei di nuoto 1985
La XVIIª edizione dei campionati europei di nuoto si è svolta a Sofia (Bulgaria) dal 4 all'11 agosto 1985.
Per la sesta volta consecutiva la Germania Orientale ha dominato il medagliere. Tuttavia la bulgara Tania Bogomilova, aggiudicandosi la gara dei 200 rana, è riuscita a porre fine all'egemonia delle nuotatrici tedesche, impedendo l'en-plein di medaglie d'oro realizzato nelle due precedenti edizioni.

## Medagliere
| Posizione | Paese            |    |    |    | Totale |
| --------- | ---------------- | -- | -- | -- | ------ |
| 1         | Germania Est     | 17 | 17 | 6  | 40     |
| 2         | Unione Sovietica | 7  | 4  | 6  | 17     |
| 3         | Germania Ovest   | 6  | 4  | 6  | 16     |
| 4         | Gran Bretagna    | 2  | 3  | 1  | 6      |
| 5         | Francia          | 2  | 2  | 0  | 4      |
| 6         | Ungheria         | 2  | 0  | 0  | 2      |
| 7         | Bulgaria         | 1  | 2  | 4  | 7      |
| 8         | Austria          | 1  | 0  | 1  | 2      |
| 9         | Paesi Bassi      | 0  | 1  | 6  | 7      |
| 10        | Svezia           | 0  | 1  | 3  | 4      |
| 11        | Cecoslovacchia   | 0  | 1  | 1  | 2      |
| 12        | Danimarca        | 0  | 1  | 0  | 1      |
| 12        | Jugoslavia       | 0  | 1  | 0  | 1      |
| 12        | Portogallo       | 0  | 1  | 0  | 1      |
| 15        | Italia           | 0  | 0  | 2  | 2      |
| 15        | Svizzera         | 0  | 0  | 2  | 2      |
| Totale    | Totale           | 38 | 38 | 38 | 114    |

## Nuoto

### Uomini
| Evento               | Oro                                                                          | Perform. | Argento                                                              | Perform. | Bronzo                                                                  | Perform. |
| Stile libero         |                                                                              |          |                                                                      |          |                                                                         |          |
| 100 m                | Stéphan Caron                                                                | 50"20    | Jörg Woithe                                                          | 50"38    | Stefan Volery                                                           | 50"70    |
| 200 m                | Michael Gross                                                                | 1'47"45  | Sven Lodziewski                                                      | 1'49"99  | Tommy Werner                                                            | 1'50"04  |
| 400 m                | Uwe Daßler                                                                   | 3'51"52  | Sven Lodziewski                                                      | 3'51"54  | Rainer Henkel                                                           | 3'51"79  |
| 1500 m               | Uwe Daßler                                                                   | 15'08"56 | Rainer Henkel                                                        | 15'10"34 | Stefan Pfeiffer                                                         | 15'20"67 |
| Dorso                |                                                                              |          |                                                                      |          |                                                                         |          |
| 100 m                | Igor' Poljanskij                                                             | 55"24    | Dirk Richter                                                         | 56"02    | Sergej Zabolotnov                                                       | 56"88    |
| 200 m                | Igor' Poljanskij                                                             | 1'58"50  | Sergej Zabolotnov                                                    | 2'01"88  | Frank Baltrusch                                                         | 2'02"57  |
| Rana                 |                                                                              |          |                                                                      |          |                                                                         |          |
| 100 m                | Adrian Moorhouse                                                             | 1'02"99  | Rolf Beab                                                            | 1'03"38  | Dmitrij Volkov                                                          | 1'03"59  |
| 200 m                | Dmitrij Volkov                                                               | 2'19"53  | Alexandre Yokochi                                                    | 2'19"63  | Étienne Dagon                                                           | 2'19"69  |
| Delfino              |                                                                              |          |                                                                      |          |                                                                         |          |
| 100 m                | Michael Gross                                                                | 54"02    | Andy Jameson                                                         | 54"30    | Marcel Gery                                                             | 54"86    |
| 200 m                | Michael Gross                                                                | 1'56"65  | Benny Nielsen                                                        | 1'58"80  | Frank Drost                                                             | 2'00"16  |
| Misti                |                                                                              |          |                                                                      |          |                                                                         |          |
| 200 m                | Tamás Darnyi                                                                 | 2'03"23  | Josef Hladký                                                         | 2'04"13  | Peter Bermel                                                            | 2'04"47  |
| 400 m                | Tamás Darnyi                                                                 | 4'20"70  | Vadim Jaroščuk                                                       | 4'21"54  | Raik Hannemann                                                          | 4'26"33  |
| Staffette            |                                                                              |          |                                                                      |          |                                                                         |          |
| 4x100 m stile libero | Germania Ovest Alexander Schowtka Thomas Fahrner Dirk Korthals Michael Gross | 3'22"18  | Germania Est Dirk Richter Sven Lodziewski Lars Hinneburg Jörg Woithe | 3'22"32  | Svezia Tommy Werner Michael Söderlund Bengt Baron Per Johansson         | 3'22"41  |
| 4x200 m stile libero | Germania Ovest Alexander Schowtka Michael Gross André Schadt Thomas Fahrner  | 7'19"23  | Svezia Anders Holmertz Per Johansson Michael Söderlund Tommy Werner  | 7'25"69  | Paesi Bassi Edsard Schlingemann Hans Kroes Patrick Dybiona Frank Drost  | 7'32"82  |
| 4x100 m misti        | Germania Ovest Thomas Lebherz Rolf Beab Michael Gross Alexander Schowtka     | 3'43"59  | Germania Est Dirk Richter Ingo Grzywolz Thomas Dressler Jörg Woithe  | 3'45"35  | Italia Mauro Marini Gianni Minervini Fabrizio Rampazzo Andrea Ceccarini | 3'46"09  |

### Donne
| Evento               | Oro                                                                        | Perform. | Argento                                                                                | Perform. | Bronzo                                                                          | Perform. |
| Stile libero         |                                                                            |          |                                                                                        |          |                                                                                 |          |
| 100 m                | Heike Friedrich                                                            | 55"71    | Manuela Stellmach                                                                      | 55"77    | Conny van Bentum                                                                | 56"33    |
| 200 m                | Heike Friedrich                                                            | 1'59"55  | Manuela Stellmach                                                                      | 1'59"88  | Vania Argirova                                                                  | 2'02"62  |
| 400 m                | Astrid Strauß                                                              | 4'09"22  | Anke Möhring                                                                           | 4'10"55  | Elena Dendeberova                                                               | 4'14"44  |
| 800 m                | Astrid Strauß                                                              | 8'32"12  | Sarah Hardcastle                                                                       | 8'37"72  | Anke Möhring                                                                    | 8'40"82  |
| Dorso                |                                                                            |          |                                                                                        |          |                                                                                 |          |
| 100 m                | Birte Weigang                                                              | 1'02"16  | Kathrin Zimmermann                                                                     | 1'02"60  | Natalya Shibayeva                                                               | 1'03"12  |
| 200 m                | Cornelia Sirch                                                             | 2'10"89  | Kathrin Zimmermann                                                                     | 2'12"43  | Jolanda de Rover                                                                | 2'15"06  |
| Rana                 |                                                                            |          |                                                                                        |          |                                                                                 |          |
| 100 m                | Sylvia Gerasch                                                             | 1'08"62  | Silke Hörner                                                                           | 1'08"95  | Tania Bogomilova                                                                | 1'09"46  |
| 200 m                | Tania Bogomilova                                                           | 2'28"57  | Sylvia Gerasch                                                                         | 2'29"02  | Silke Hörner                                                                    | 2'29"82  |
| Delfino              |                                                                            |          |                                                                                        |          |                                                                                 |          |
| 100 m                | Kornelia Greßler                                                           | 59"46    | Birte Weigang                                                                          | 1'00"45  | Tatyana Kurnikova                                                               | 1'01"73  |
| 200 m                | Jacqueline Alex                                                            | 2'11"78  | Kornelia Greßler                                                                       | 2'11"87  | Petra Zindler                                                                   | 2'14"62  |
| Misti                |                                                                            |          |                                                                                        |          |                                                                                 |          |
| 200 m                | Kathleen Nord                                                              | 2'16"07  | Sonia Blagoeva                                                                         | 2'17"35  | Susanne Börnike                                                                 | 2'17"96  |
| 400 m                | Kathleen Nord                                                              | 4'47"08  | Cornelia Sirch                                                                         | 4'48"73  | Sonia Blagoeva                                                                  | 4'50"69  |
| Staffette            |                                                                            |          |                                                                                        |          |                                                                                 |          |
| 4x100 m stile libero | Germania Est Astrid Strauß Karen König Manuela Stellmach Heike Friedrich   | 3'44"48  | Germania Ovest Iris Zscherpe Susanne Schuster Christiane Pielke Karin Seick            | 3'47"38  | Paesi Bassi Conny van Bentum Ilse Oegama Karin Brienesse Annemarie Verstappen   | 3'48"59  |
| 4x200 m stile libero | Germania Est Astrid Strauß Karen König Manuela Stellmach Heike Friedrich   | 8'03"82  | Paesi Bassi Jolande van de Meer Ilse Oegama Mildred Muis Conny van Bentum              | 8'15"14  | Svezia Suzanne Nilsson Maria Kardum Agneta Eriksson Eva Nyberg                  | 8'15"15  |
| 4x100 m misti        | Germania Est Birte Weigang Sylvia Gerasch Kornelia Greßler Heike Friedrich | 4'06"93  | Unione Sovietica Natalya Shibaeva Svetlana Kuzmina Tatyana Kurnikova Elena Dendeberova | 4'11"32  | Bulgaria Bistra Gospodinova Tania Bogomilova Radovesta Pironkova Vania Argirova | 4'11"92  |

## Tuffi

### Uomini
| Evento          | Oro            | Perform. | Argento        | Perform. | Bronzo           | Perform. |
| Trampolino 3m   | Nikolaj Drošin | 635.52   | Petar Georgiev | 604.98   | Dieter Dörr      | 592.82   |
| Piattaforma 10m | Thomas Knuths  | 581.46   | Albin Killat   | 579.63   | Domenico Rinaldi | 561.30   |

### Donne
| Evento          | Oro                  | Perform. | Argento        | Perform. | Bronzo         | Perform. |
| Trampolino 3m   | Zhanna Tsirulnikova  | 514.32   | Irina Sidorova | 476.70   | Brita Baldus   | 471.02   |
| Piattaforma 10m | Anzhela Stasulyevich | 414.27   | Ramona Wenzel  | 400.62   | Alla Lobankina | 388.95   |

## Nuoto sincronizzato
| Evento  | Oro                                         | Perform. | Argento                               | Perform. | Bronzo                                   | Perform. |
| Solo    | Carolyn Wilson                              | 184.634  | Muriel Hermine                        | 182.467  | Alexandra Worisch                        | 180.000  |
| Duo     | Austria Eva-Marie Edinger Alexandra Worisch | 180.642  | Francia Pascale Besson Muriel Hermine | 179.133  | Gran Bretagna Amanda Dodd Carolyn Wilson | 177.767  |
| Squadra | Francia                                     | 171.379  | Gran Bretagna                         | 170.192  | Paesi Bassi                              | 167.787  |

## Pallanuoto
| Evento                 | Oro              | Argento    | Bronzo         |
| T. Maschile (Dettagli) | Unione Sovietica | Jugoslavia | Germania Ovest |

## Fonti
- (EN) Gbrathletics.com.